# 獅子航空集團航點
截至2019年11月，獅子航空总共飞航55个国内航点以及6个国际航点：

## 航點
|  | 樞紐機場 |
|  | 包機航點 |
|  | 即將開辦 |
|  | 已停飛   |